# 帕維爾·布拉諾夫

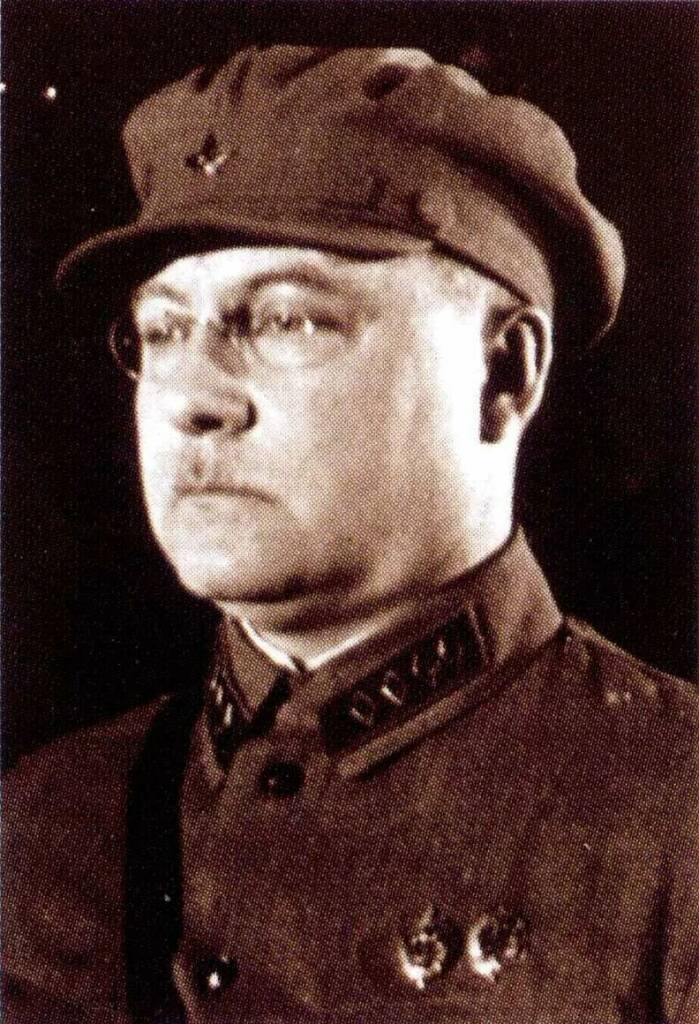
帕维尔·彼得洛维奇·布拉诺夫

帕维尔·彼得洛维奇·布拉诺夫（俄語：Павел Петрович Буланов，1895年—1938年3月15日），是苏联内务人民委员部的一名官员。
布拉诺夫曾担任过内务人民委员亨里希·雅戈达的秘书。1936年，雅戈达被免除内务人民委员职务，由尼古拉·叶若夫取而代之。雅戈达命令布拉诺夫向叶若夫办公室的墙壁喷射毒药，试图谋杀他。叶若夫暗示雅戈达与1934年的基洛夫谋杀案有关联。1937年3月29日，叶若夫下令逮捕了雅戈达与布拉诺夫二人。1938年3月2日，二人均被送上第三次莫斯科审判的被告席上。3月13日，所有被告人被认定有罪。雅戈达和布拉诺夫在两天后被处决。
1956年斯大林死后，布拉诺夫获得平反。